# 後藤早紀
後藤 早紀（ごとう さき、1991年5月26日 - ）は、日本の女性声優。
尾木プロ THE NEXT所属。茨城県出身。

## 人物
東京メディアアカデミー（現：専門学校 東京声優・国際アカデミー）の声優養成科卒業。

## 出演

### テレビアニメ
- 超訳百人一首 うた恋い。（2012年）
- イケメン救護隊 ナースエンジェルス（2013年、ナースイエロー[3]）
- DAYS（2016年、女子）
- 伊藤潤二『コレクション』（2018年、少女2、女子）

### Webアニメ
- ポケモンジェネレーションズ（2016年）

### ラジオドラマ
- あ、安部礼司（Tokyo FM） - 下妻涼子

### 舞台
- 東京メディアアカデミー卒業公演「絆」